# Marga López

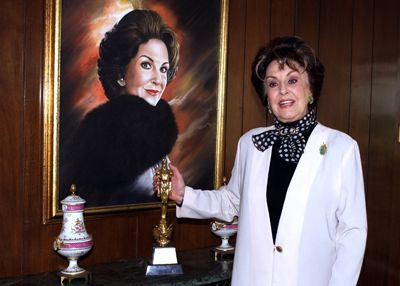
Marga López (2002)

Marga López (* 21. Juni 1924 in San Miguel de Tucumán, Argentinien als Catalina Margarita López Ramos; † 4. Juli 2005 in Mexiko-Stadt) war eine mexikanische Schauspielerin.

## Lebenslauf
Ihre Eltern waren Pedro López Sánchez und Dolores Ramos Nava. Sie hatte sechs Geschwister: Juan, Miguel, Dolores, Pedro, María und Manuel. Bereits als Kind gab sie ihr Debüt im Showgeschäft, als sie zusammen mit ihren Geschwistern als Los hermanitos López (Die Geschwisterchen López) auftrat. 1936 reisten sie durch Mexiko und ganz Südamerika. In Mexiko traf sie ihren späteren Ehemann Carlos Amador, einen Kinoproduzenten, den sie zweimal heiratete (1941 und 1961). Sie hatten zusammen zwei Kinder, Carlos und Manuel. 1964 heiratete sie den Schauspieler Arturo de Córdova, der 1973 starb.
Als Schauspielerin wurde López nach ihrem Filmdebüt Mitte der 1940er-Jahre zu einem beliebten Star des mexikanischen Kinos. 1952 spielte sie in der Rolle der Verónica Castillo Blanco in Juan José Ortegas romantischem Drama La mentira an der Seite von Gina Cabrera und Jorge Mistral. Ferner spielte sie unter anderem die weibliche Hauptrolle in Nazarin unter Regie von Luis Buñuel.  Ab den 1970er-Jahren verlegte sie sich vor allem auf Fernsehserien und trat bis zu ihrem Karriereende 2003 in über 100 Film- und Fernsehproduktionen auf. 1993 wurde López der mexikanischen Ehrenfilmpreis Ariel de Oro für ihr Lebenswerk verliehen.
Am 19. April 2005 erlitt sie einen Herzinfarkt bei einer Routineuntersuchung im Krankenhaus in Mexiko-Stadt. Sie starb am 4. Juli 2005 an einer Herzrhythmusstörung.

## Filmografie (Auswahl)
- 1947: Los tres García
- 1949: Bezahlte Nächte (Salón México)
- 1951: Mädchen ohne Liebe (Muchachas de uniforme)
- 1952: La mentira
- 1959: Nazarín
- 1963: Cri Cri el grillito cantor
- 1966: Zeit des Sterbens (Tiempo de morir)
- 1968: Hasta el viento tiene miedo
- 1969: El libro de piedra
- 1971: El profe